# 浦上車庫停留場
浦上車庫停留場（うらかみしゃこていりゅうじょう、浦上車庫電停）は、長崎県長崎市大橋町にある長崎電気軌道本線の停留場である。駅番号は17。
1号・2号・3号各系統が停車する。通勤ラッシュ時を中心に当停留場止まりの列車や回送列車が多数存在する。また、一部の列車では運転士が交代する。
長崎電気軌道の浦上車庫と隣接しており、多くの車両が停泊している。

## 歴史
当停留場は本線の大橋 - 住吉間の開通より3年後の1953年（昭和28年）に開業した。開業と同月には当地に長崎電気軌道の車庫が開設。車庫は当初西町車庫と称しており、当停留場も西町車庫前停留場（にしまちしゃこまえていりゅうじょう）という名前だった。
1966年（昭和41年）には浦上車庫前停留場（うらかみしゃこまえていりゅうじょう）に改称、停留場名は社内募集によってつけられた。同じ時期に車庫も同名に改称している。「前」を外して浦上車庫停留場に改称したのは2018年（平成30年）のことである。

### 年表
- 1953年（昭和28年）8月1日：西町車庫前停留場として開業[4]。同月、西町車庫が完成（電車とバスの車庫を併設）[2][3]。
- 1966年（昭和41年）9月20日：浦上車庫前停留場に改称[4]。同月、西町車庫も浦上車庫に改称[3]。
- 1971年（昭和46年）：浦上車庫が電車専用車庫になる[1]。
- 1979年（昭和54年）7月31日：浦上車庫の建て替えが完了[6][7]。
- 2002年（平成14年）
  - 4月11日：上り赤迫方面ホームを改築[8]。
  - 5月9日：下り長崎駅前方面ホームを改築[8]。
- 2018年（平成30年）8月1日：浦上車庫停留場に改称[5][9]。

## 構造
停留場は専用軌道区間にあり、軌道は道路から独立している。ホームは2本の線路を挟み込むように配され、岩屋橋寄りから見て左側に長崎駅前方面行き、右側に赤迫方面行きのホームがある。
このうち長崎駅前方面行きのホームは2か所に分かれていて、赤迫方面行きの向かい側に1面、それより岩屋橋寄りに1面設けられている。両者の間からは浦上車庫への入出庫線が分岐していて、ホームを2面設けることで車庫からの出庫電車があってもその手前（岩屋橋寄りのホーム）で客扱いを行うことができ、効率的な運行が図られている。いっぽう入出庫線の向こう側にあるホームは車庫を出て長崎駅前方面に向かう電車専用であり、乗車に使用するのみである。このホームには屋根が架けられていない。停留場の岩屋橋寄りには渡り線がある。

### 浦上車庫
浦上車庫は長崎電気軌道の車両基地の一つ。同社に在籍する車両の大半、80パーセントほどを収容し車両工場を併設する。当停留場の赤迫方面行きホーム側、並走するJR長崎本線に隣接する位置に広がっていて、入出庫線は前述の1本に加えて赤迫方面行きの線路からも分岐する。車庫は0号線から13号線まであり、6 - 11号線は点検修理工場線、12・13号線は塗装工場線。車庫の屋上は駐車場として活用される。
路線の延長に伴い車両の増備と大型化が進んだことにより西町車庫として1953年に新設され、1966年に浦上車庫に改称。当初は車庫の西側を長崎電気軌道の路線バス関係に使用していたが、1971年に路線バスが譲渡されると電車専用の車庫となった。かつての車庫は大村市にあった第二十一海軍航空廠の格納庫を移築したものであったが、1979年3月に解体され、7月末に新車庫が落成した。屋上に駐車場が開設されたのもこのときからである。

## 利用状況
長崎電気軌道の調査によると、1日の乗降客数は以下の通り。
- 1998年 - 2,255人[15]
- 2015年 - 2,300人[16]

## 周辺
浦上車庫のほか、長崎電気軌道の本社屋・西町営業所・西町変電所・遠方制御室が隣接する。
- 国道206号
- ファミリーマート長崎三芳店
- 長崎自動車（住吉方面・純心校前方面・長崎駅前方面）・長崎県交通局（純心校前方面・長崎駅前方面） 「岩屋橋」バス停留所（国道206号上と県道上にある）

## 隣の停留場
長崎電気軌道
本線
岩屋橋停留場 (16) - 浦上車庫停留場 (17) - 大橋停留場 (18)